# Hegyvidéki Autonóm Szovjet Szocialista Köztársaság
A Hegyvidéki Autonóm Szovjet Szocialista Köztársaság, rövidítve Hegyvidéki ASZSZK (oroszul:Го́рская АССР), az Oroszországi Szovjet Szövetségi  Szocialista Köztársaság egyik autonóm köztársasága volt 1921 és 1924 között. 1921. január 20-án született, miután a Vörös Hadsereg elfoglalta az Észak-kaukázusi Köztársaságot és hozzá csatolták az Észak-kaukázusi Emírséget. Területe nagyjából 73 000 km², lakossága megközelítette a 800 000 főt. Közigazgatásilag hat körzetre lett osztva, ezek nevei megegyeztek az ott élő népek neveivel, sorban balkár, csecsen, kabard, karacsáj, ingus és oszét. Emellett Groznij és Vlagyikavkaz is külön egységet képzett, valamint a tyereki kozákok speciális igazgatású területe, amely két részből, a nagyobb ingusföldi és a Groznij melletti kisebb.
Az autonóm köztársaság nem sokáig állt fenn az eredeti állapotában. Már 1921. szeptember 1-én a kabardi tartományt átcsatolták az Oroszországi SZSZSZK-hoz. 1922. január 12-én a Karacsáj, 16-án a Balkár Terület, majd utolsó lépésként 1922. november 30-án a Csecsen Terület csatlakozott az orosz államhoz. 
1924. július 7-én a Legfelsőbb Tanács hivatalosan megszüntette a köztársaságot, maradék két tagállamát pedig Oroszország alá rendelték. A kozákok államát és Vlagyikavkazt október 17-ig külön egységként kezelték, majd létrehozták az Észak-kaukázusi határterületet.
A 19. század folyamán a jól termő területeket a kozákoknak, oroszoknak és ukránoknak adományozták, az őslakosság emiatt magasabbra költözött. 1920-ban a szovjet kormány határozatot hozott a tyereki kozákok Ukrajnába és Arhangelszkbe való költöztetéséről, földjüket pedig az őslakosoknak juttatták, támogatás fejében. Néhány száz család azonban maradhatott, akik ki tudták fizetni a maradás költségét. 1921 januárjában az áttelepítési határozatot visszavonták és a kozákok egy része hazatérhetett. Egy 1882-es felmérés szerint az ingusok, akik a legnagyobb lélekszámú népcsoport volt, 24,7%-a élt a hegyekben, 1924-ben már csak 2,1%-a folytatta ezt az életmódot. Ezek az adatok szinte megegyeznek a többi népcsoportokon végzett felmérések adataival.
A hidegháború alatt a nyugati történészek többsége szerint a hegyvidéki állam felszámolása volt az első áldozata a szovjet oszd meg és uralkodj politikának. Az 1990-es években nyilvánosságra hozott iratok is ezt a tényt támasztották alá. A köztársaság szétbontása 1921-ben kezdődött, amikor a kabarok a néptanácson felvetették a terület státuszának megváltoztatását. 1921. áprilisa és júniusa között 140 fő vett részt, ebből csak 28 fő volt kommunista, akik az autonóm köztársasági státuszt szavazták meg. Sztálin korai politikájának volt köszönhető, hogy nem jött létre egy egységes észak-kaukázusi szovjet tagköztársaság.

## Fordítás
- Ez a szócikk részben vagy egészben  a   Mountain Autonomous Soviet Socialist Republic című angol Wikipédia-szócikk ezen változatának fordításán alapul.  Az eredeti cikk szerkesztőit annak laptörténete sorolja fel. Ez a jelzés csupán a megfogalmazás eredetét és a szerzői jogokat jelzi, nem szolgál a cikkben szereplő információk forrásmegjelöléseként.